# Jozef Kšiňan
Jozef Kšiňan (3. ledna 1927 Bratislava – 10. května 2023) byl slovenský sportovní novinář a publicista, trenér mládeže.
Absolvent FTVS Univerzity Komenského v Bratislavě. V poválečné době hrál za dorost ŠK Bratislava, později trénoval mládež v Dynamu Bratislava Energia.
Pracoval v denících Pravda (1947–1950), Práca (1950–1954) a Smena (1954–1978). V letech 1978–1999 pracoval v ČTK. Byl členem kolektivu autorů knihy Svět devadesáti minut (1979), se Štefanem Mašlonkou je autorem Zlaté knihy futbalu na Slovensku (1988). Je spoluautorem fotbalových ročenek z 80. let dvacátého století, které vnesly systematičnost do postižení detailů tehdejší fotbalové současnosti a jejich uchování pro historii. Je autorem knihy Na nich sa nezabúda o mistrovském celku ČH Bratislava ze sezóny 1958/59. Podílel se na pěti výročních publikacích Slovanu Bratislava, přispěl do Ottovy všeobecné encyklopedie. Pracoval jako novinář na MS 1970 v Mexiku, na ME 1976, na OH 1968, OH 1976, OH 1980, ZOH 1980 a ZOH 1984.

## Dílo
- Svět devadesáti minut. 1979
- Ľubomír Dávid, Ladislav Grünner, Juraj Hrivnák, Jozef Kšiňan, Jindřich Pejchar: Futbal 81/82 – ročenka
- Ľubomír Dávid, Ladislav Grünner, Juraj Hrivnák, Jozef Kšiňan, Jindřich Pejchar: Futbal 82/83 – ročenka
- Ľubomír Dávid, Juraj Hrivnák, Jozef Kšiňan, Slavomír Ondrejička a Jindřich Pejchar: Futbal 83/84 – ročenka
- Ľubomír Dávid, Juraj Hrivnák, Jozef Kšiňan, Slavomír Ondrejička a Jindřich Pejchar: Futbal 84/85 – ročenka
- Ľubomír Dávid, Juraj Hrivnák, Jozef Kšiňan, Slavomír Ondrejička a Stanislav Sigmund: Futbal 85/86 – ročenka
- Ľubomír Dávid, Juraj Hrivnák, Jozef Kšiňan, Slavomír Ondrejička a Stanislav Sigmund: Futbal 86/87 – ročenka
- Ľubomír Dávid, Juraj Hrivnák, Jozef Kšiňan, Slavomír Ondrejička a Stanislav Sigmund: Futbal – Ročenka 87/88 – Šport 1989
- Ľubomír Dávid, Juraj Hrivnák, Jozef Kšiňan, Slavomír Ondrejička, Stanislav Sigmund a Peter Šurin: Futbal 88/89
- Na nich sa nezabúda – 2005